# Maserati Sebring
La Maserati Sebring est une automobile de grand tourisme développée par le constructeur italien Maserati. Fort du succès acquis en Grand Tourisme dans les années 1950 grâce aux 3500 GT et 5000 GT, Maserati est bien décidé en ce début des années 1960 à perpétuer ce succès grâce à l'arrivée de deux nouveaux modèles : la Sebring et la Mistral.
Le premier des deux à apparaître est la Sebring, présentée au Salon de l'automobile de Genève en 1962 et produite de 1963 à 1968. Elle combine la récente mécanique de la 3500 GTi, un habitacle de type 2+2 entièrement revu et une carrosserie signée Vignale.

## Genèse et évolution
Durant les années 1960, Maserati envisage de concurrencer le constructeur britannique d'automobile de prestige Aston Martin. La 3500 GT, malgré son indéniable succès commercial, n'a pas réussi à devancer les Aston Martin DB et notamment la DB4.
Les premières Maserati Sebring voient le jour en 1962. La concurrence avec les moteurs Aston Martin se faisant difficile, deux séries de Sebring – simplement appelées « Serie I » et « Serie II » – seront produites ; les différences entre ces deux variantes du modèle se cantonnent essentiellement à l'augmentation de la cylindrée et donc, a fortiori, de la puissance.

## Design

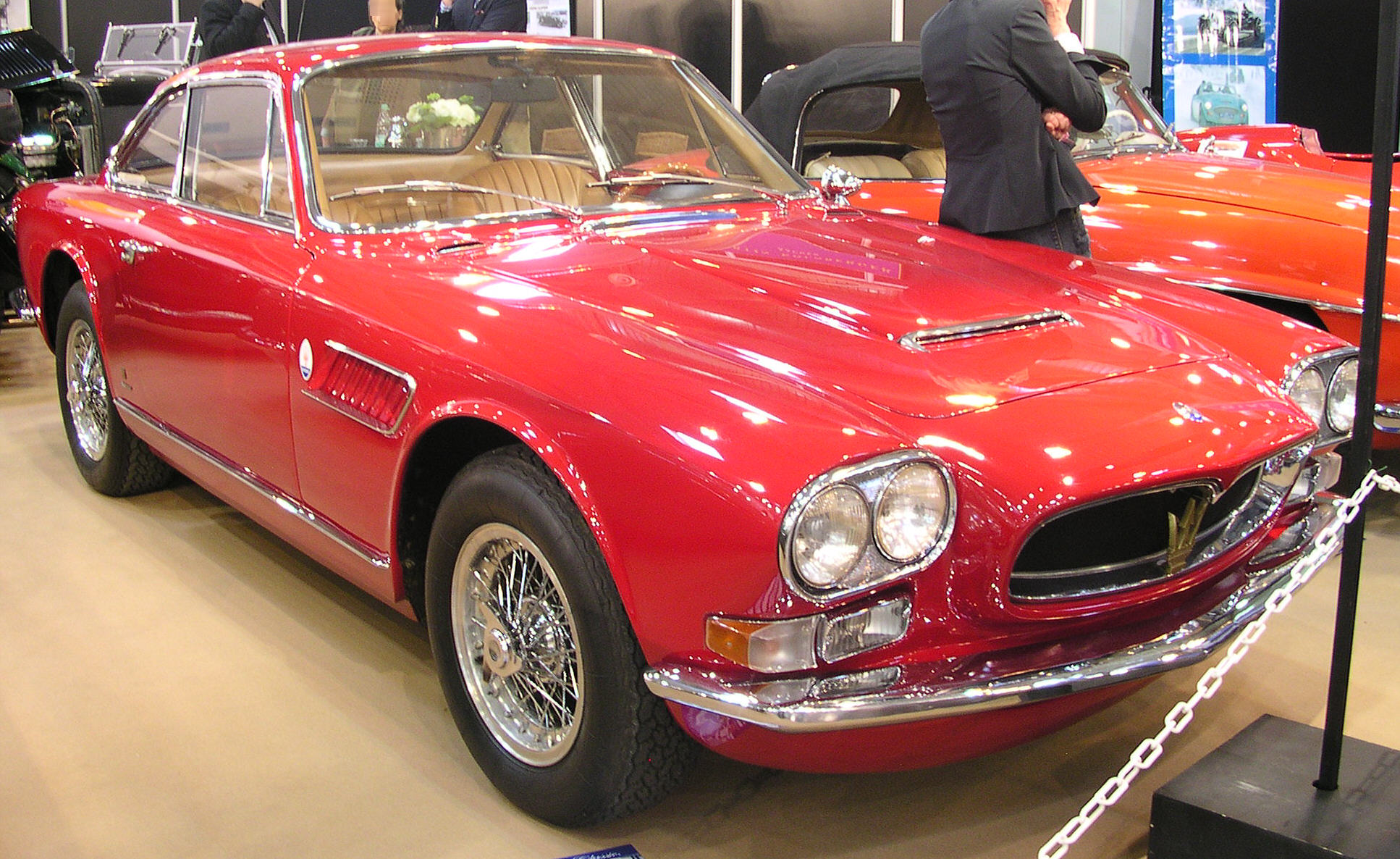
Les phares sont légèrement différents sur la Sebring Serie II.

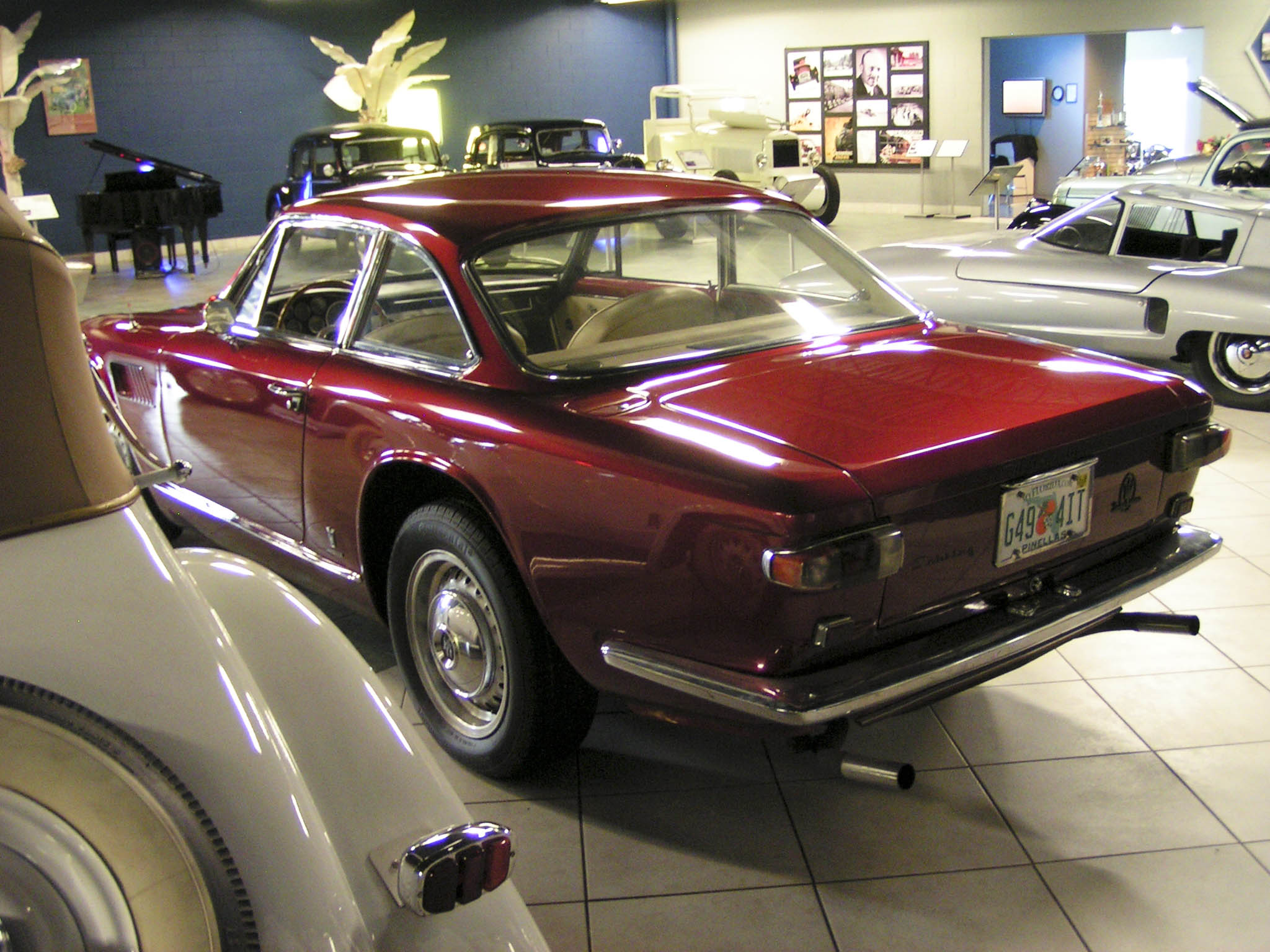
Vue de l'arriére de la Sebring

La Maserati Sebring a été dessinée par le designer Giovanni Michelotti en association avec le carrossier Vignale, si bien qu'il n'est pas étonnant de remarquer une certaine ressemblance avec la Triumph TR3A construite par les mêmes acteurs durant la même période.
La carrosserie compacte de la Sebring semble plus moderne que celle de sa devancière, la 3500 GT, à l'image des deux doubles phares ronds déjà présents sur la 5000 GT,. Les différences sont néanmoins peu nombreuses étant donné qu'Alfredo Vignale ne désirait pas redessiner entièrement l'automobile. La Sebring fut d'ailleurs un temps nommée Maserati 3500 GT IS.

## Moteur et performances
La Maserati Sebring est propulsée par un 6 cylindres en ligne à deux arbres à cames en tête ayant déjà fait ses preuves depuis longtemps. Il évolue aisément aussi bien à bas régime à 700 tr/min qu'à haut régime au-delà de 6 000 tr/min.
Ce moteur est conçu d'une façon inhabituelle pour Maserati. Les pistons se déplacent dans des chemises humides en fonte tandis que l'allumage des cylindres est réalisé par deux bougies d'allumage.
La Serie I est mue par un moteur de 3 485 cm3 développant 235 ch. La Serie II voit sa cylindrée portée à 3 694 cm3 pour une puissance de 245 ch, tandis qu'une version plus puissante de 4 014 cm3 développe 255 ch.

## Châssis et suspensions
Le châssis, issu de la Maserati 3500 GT, est constitué d'une structure tubulaire compliquée et toute particulière, alliant des tubes – à section carrée pour certains et ronde pour d'autres – à deux supports principaux longitudinaux traversant le véhicule de part en part. La longueur de ce dernier est en revanche raccourcie à 4 470 mm, ce qui octroie à la Sebring une meilleure tenue de route.
Elle est par ailleurs équilibrée — sa stabilité à haute vitesse est qualifiée d'impressionnante — et n'est ni survireuse ni sous-vireuse. La suspension arrière est assurée par un simple axe suspendu par des ressorts semi-elliptiques. La suspension avant utilise quant à elle un système à double triangulation. Les deux trains sont associés chacun à une barre antiroulis.

## Caractéristiques techniques
|              | 1963 - 1965                    | 1965 - 1968                    | 1965 - 1968                    |
| ------------ | ------------------------------ | ------------------------------ | ------------------------------ |
| Cylindrée    | 3 485 cm3                      | 3 694 cm3                      | 4 014 cm3                      |
| Puissance    | 235 ch (173 kW) à 5 500 tr/min | 245 ch (180 kW) à 5 200 tr/min | 255 ch (188 kW) à 5 200 tr/min |
| Couple       | 350 N m à 6 000 tr/min         | > 364 N m                      | > 378 N m                      |
| Accélération | 0 à 100 km/h en 6,9            | 0 à 100 km/h en 6,7            | 0 à 100 km/h en 6,6            |
| Poids        | 1 200                          | 1 215                          | 1 230                          |
| Consommation | 11,5 ℓ/100 km                  | 11,8 ℓ/100 km                  | 11,9 ℓ/100 km                  |